# 聖公會將軍澳基德小學

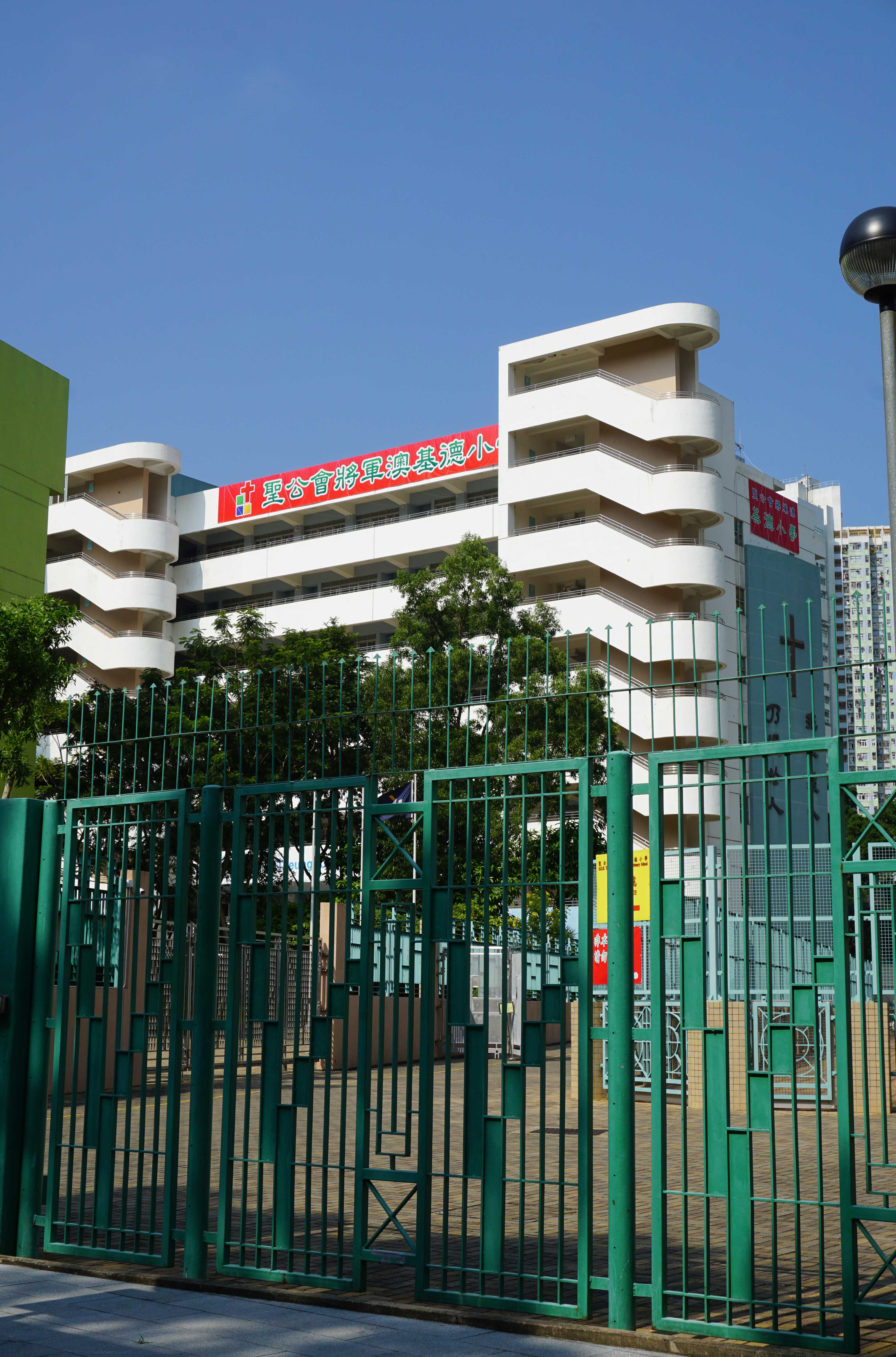
校舍南面

聖公會將軍澳基德小學（英語：Sheng Kung Hui Tseung Kwan O Kei Tak Primary School）位於香港將軍澳寶林，是一所將軍澳的千禧校舍全日制小學，前身為聖公會基德小學上午校，於1962年在黃大仙開校至今。基德小學於2003年成功申請位於將軍澳的千禧校舍，並於2004年度遷入將軍澳，校址位於新界將軍澳寶康路82號。現任校長為梅潔玲女士，校監為郭始基先生。

## 歷史
- 1962年：「基德小學」校名來自「聖十架堂」前身之「基德堂」。六十年代的黃大仙區人口增多，實在需要一間完善的教會學校，培育人材，有見及此，聖公會於黃大仙區籌辦本校。本校於1962年1月28日舉行開幕與奉獻典禮，由何明華會督祝聖與奉獻，副主席彭約榮先生啟鑰。
- 1997年：學校新翼校舍落成，由鄺廣傑榮休大主教主持祝聖奉獻禮。學校設有中央圖書館、學生活動室、資訊科技室、輔導室及教員休息室等。此外，為使學校設備更趨完善，學校其後改建部份特別室為電子學習室、視藝室及英語活動室等。
- 2003年：千禧年代，學校大力推動資訊科技發展，配合社會需求及時代發展，並積極推行全日制。2004年獲教育局分配一所位於將軍澳的千禧校舍，上午校部分師生開始遷入將軍澳新校舍，並取名「聖公會將軍澳基德小學」。聖公會將軍澳基德小學繼續服務新社區的莘莘學子。學校致力成為學習型組織，全面實施優質教育，讓學生在多元化學習環境中成長；本著基督精神，培育兒童在德、智、體、群、美及靈育上有均衡發展，從而達致基督化的完美人生。
- 2025年：根據「2025年度統一派位各小一學校網選校名冊」，收生人數最為嚴峻的學校包括在內，在自行分配學位階段有63個學額，統一派位學額則有123個，推算下自行分配學位階段同樣只收得3名學生，學校仍差13人才可達16人小一開班線。

## 辦學團體
聖公宗（香港）小學監理委員會有限公司

## 校訓
非以役人 乃役於人

## 學校特色
中文科以廣東話教授。英文科教師與三位外籍老師共同發展校本英語課程，透過遊戲及活動，以提高學生的英語能力。

## 著名/傑出校友
- 蕭昌鴻：香港男子排球運動員（2005年畢業）
- 廖俊輝：足球教練
- 黃智雯：香港女演員（1994年畢業）
- 鄭國漢：嶺南大學校長
- 沈燕菊：前天主教博智小學校長（1970年[1]畢業）
- 馮偉棠：前香港和商業電台DJ，現移居英國
- 陳嘉恩：前聖公會林護紀念中學校長（1971年畢業）
- 葉賜添：前香港培正中學校長
- 易志明：立法會議會，會德豐和九龍倉高層

## 外部連結
- 聖公會將軍澳基德小學網頁 （页面存档备份，存于）

1. ↑  . 東方日報.   [2025-01-09] （中文（香港））.